# 天高增四
金牛座114，又名BD+21 847，HD 35708、SAO 77184、HR 1810，是金牛座的一颗恒星，视星等为4.88，位于銀經183.75，銀緯-7.17，其B1900.0坐标为赤經5h 21m 37.6s，赤緯+21° -7.17′ 6″。